# Josh Hawley
Joshua David Hawley (Springdale, 31 de diciembre de 1979) es un abogado y político estadounidense que se desempeña como senador junior de los Estados Unidos por Misuri. Miembro del Partido Republicano, ejerció como el 42 ° fiscal general de Misuri de 2017 a 2019. Posteriormente, derrotó a la senadora demócrata en funciones Claire McCaskill en las elecciones de 2018. Es el actual senador más joven del país.

## Primeros años, educación y carrera
Hawley nació en Springdale, Arkansas, pero pronto se mudó a Lexington, Misuri, donde su padre trabajaba como empleado de un banco y su madre como maestra. Se graduó de Rockhurst High School, una escuela preparatoria privada para niños en Kansas City, Misuri. Recibió su licenciatura en historia de la Universidad de Stanford en 2002, graduándose con los más altos honores. Se mudó a Londres y enseñó en St Paul's School durante un año. Luego asistió a la Facultad de Derecho de Yale, donde dirigió el capítulo de la escuela de la Federalist Society. y recibió el título de Juris Doctor en 2006.
A los 28 años, Hawley escribió una biografía de Theodore Roosevelt para Yale University Press, Theodore Roosevelt: Preacher of Righteousness.
Después de graduarse de la escuela de derecho, Hawley trabajó para el juez Michael W. McConnell de la Corte de Apelaciones de los Estados Unidos para el Décimo Circuito y el presidente de la Corte Suprema, John Roberts. Mientras trabajaba para Roberts, Hawley conoció a su futura esposa, la secretaria de la Corte Suprema, Erin Morrow.
Después de las pasantías de Hawley, trabajó como litigante de apelación en Hogan Lovells en Washington D. C. (entonces llamado Hogan & Hartson) de 2008 a 2011. De 2011 a 2015, trabajó para The Becket Fund for Religious Liberty en sus oficinas de Washington D. C. antes de mudarse a Misuri. En Becket, redactó informes y brindó asesoramiento legal en los casos de la Corte Suprema de Hosanna-Tabor Evangelical Lutheran Church & School v. Equal Employment Opportunity Commission, sentenciado en 2012, y Burwell v. Hobby Lobby, sentenciado en 2014. En 2011, Hawley se mudó a Misuri y se convirtió en profesor asociado en la Facultad de Derecho de la Universidad de Misuri, donde enseñó derecho constitucional, teoría constitucional, legislación y agravios.
En junio de 2013, Hawley se desempeñó como miembro de la facultad de Blackstone Legal Fellowship, financiado por Alliance Defending Freedom, una organización cristiana conservadora.
En mayo de 2015, Hawley fue admitido en el colegio de abogados de la Corte Suprema y fue elegible para argumentar casos ante el Tribunal.

## Procurador general de Misuri (2017–2019)

### Elecciones de 2016
En 2016, Hawley se postuló para fiscal general de Misuri. El 2 de agosto, derrotó a Kurt Schaefer en las primarias republicanas con el 64% de los votos. Derrotó a Teresa Hensley en las elecciones generales del 8 de noviembre con el 58,5% de los votos frente al 41,5% de Hensley.

### Demanda e investigación de fabricantes de opioides
En junio de 2017, Hawley anunció que Misuri había presentado una demanda en un tribunal estatal contra tres compañías farmacéuticas, Purdue Pharma, Endo Health Solutions y Janssen Pharmaceuticals, por ocultar el peligro de los analgésicos recetados y contribuir a la epidemia de opioides. El estado alegó que las empresas violaron las leyes de protección al consumidor y los estatutos de Medicaid.
En agosto de 2017, Hawley anunció que había abierto una investigación sobre siete distribuidores de opioides (Allergan, Depomed, Insys, Mallinckrodt, Mylan, Pfizer y Teva Pharmaceuticals). En octubre de 2017, Hawley amplió su investigación a tres compañías farmacéuticas más (AmerisourceBergen, Cardinal Health y McKesson Corporation), los tres mayores distribuidores de opioides de Estados Unidos.

### Investigaciones sobre empresas de tecnología
En noviembre de 2017, Hawley abrió una investigación sobre si las prácticas comerciales de Google violaban las leyes estatales de protección al consumidor y antimonopolio. La investigación se centró en qué datos recopila Google de los usuarios de sus servicios, cómo utiliza la información de otros proveedores de contenido y si los resultados de su motor de búsqueda están sesgados.
En abril de 2018, tras el escándalo de filtración de datos entre Facebook y Cambridge Analytica, Hawley anunció una investigación contra Facebook relacionada con la forma en que la empresa comparte los datos de sus usuarios. La investigación buscó determinar si Facebook maneja adecuadamente los datos confidenciales de sus usuarios o recopila más datos de los que admite públicamente.

### Escándalos de Greitens
En diciembre de 2017, el gobernador republicano de Misuri, Eric Greitens, y miembros de alto rango de su administración fueron acusados por demócratas y defensores de la transparencia gubernamental de subvertir las leyes de registros abiertos de Misuri después de que The Kansas City Star informara que utilizaban Confide, una aplicación de mensajería que borra textos después de que hayan sido leídos, en sus teléfonos personales. Hawley inicialmente se negó a procesar, citando una sentencia de la Corte Suprema de Misuri que el fiscal general no puede representar simultáneamente a un funcionario estatal y emprender acciones legales contra ese funcionario. Pero el 20 de diciembre de 2017 anunció que su oficina iniciaría una investigación y dijo que sus clientes son "ante todo ciudadanos del estado". Hawley dijo que los mensajes de texto entre empleados del gobierno, ya sean hechos con teléfonos privados o emitidos por el gobierno, deben tratarse de la misma forma que los correos electrónicos: se debe determinar si el texto es un registro y si es así, si está sujeto a divulgación. La investigación de Hawley encontró que no se había violado ninguna ley. En marzo de 2018, seis abogados empleados previamente por el estado de Misuri bajo los demócratas publicaron una carta que describía la investigación como "poco entusiasta"; El portavoz de Hawley calificó la carta como un "ataque partidista".
Cuando surgieron las acusaciones en enero de 2018 de que Greitens había chantajeado a una mujer con la que estaba teniendo una relación extramarital, la oficina de Hawley dijo que no tenía jurisdicción para investigar el asunto, y Kimberly Gardner, fiscal de distrito de la ciudad de San Luis, abrió una investigación de las acusaciones. En abril, luego de que un comité especial de investigación de la Cámara de Representantes de Misuri publicara un informe sobre las acusaciones, Hawley pidió a Greitens que renunciara de inmediato. La semana siguiente, Gardner presentó un segundo cargo por delito grave contra Greitens, alegando que había tomado listas de donantes y de correos electrónicos de la organización benéfica para veteranos The Mission Continues que Greitens fundó en 2007, y luego utilizó la información para recaudar fondos para su campaña para gobernador en 2016.
Hawley anunció una investigación basada en los nuevos cargos por delitos graves. El 30 de abril, anunció que su oficina había iniciado una investigación sobre posibles violaciones de la ley Sunshine tras las acusaciones de que un empleado estatal estaba operando una cuenta de redes sociales en nombre de Greitens. El mismo mes, Greitens le pidió a un juez que emitiera una orden de restricción para impedir que Hawley lo investigara.
El 29 de mayo de 2018, Greitens declaró que renunciaría a partir del 1 de junio de 2018; Hawley emitió un comunicado aprobando la decisión.

### Ley del Cuidado de Salud a Bajo Precio
En febrero de 2018, Hawley se unió a otros 20 estados liderados por republicanos en una demanda que impugnaba la Ley del Cuidado de Salud a Bajo Precio (Obamacare) como inconstitucional. La demanda habría anulado las protecciones de seguros para personas con condiciones preexistentes. En septiembre de 2018, en medio de las críticas de Claire McCaskill, opositora de Hawley, sobre el impacto de la demanda en las condiciones preexistentes, la oficina de Hawley declaró que apoyaba las protecciones para las personas con condiciones preexistentes. En diciembre de 2018, un juez federal de un tribunal de distrito en Texas declaró inconstitucional la totalidad de la Ley del Cuidado de Salud a Bajo Precio, pero en la apelación, el Quinto Circuito no estuvo de acuerdo en que toda la ley fuera invalidada.

## Senador de los Estados Unidos (2019–)

### Elecciones de 2018

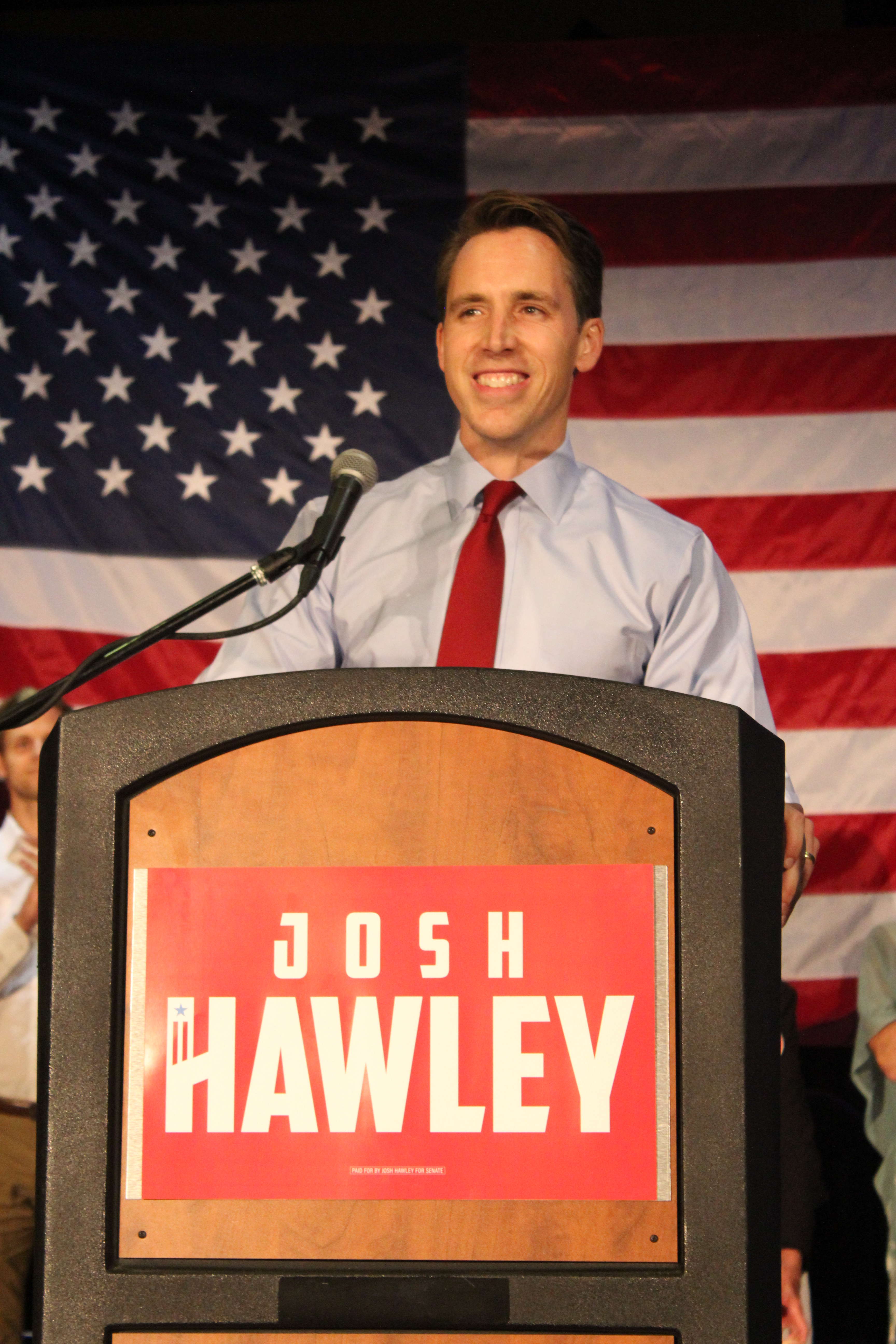
Hawley después de asegurar la victoria en las elecciones primarias

En agosto de 2017, Hawley formó un comité exploratorio para la candidatura al Senado de los Estados Unidos. En octubre de 2017, anunció su candidatura para la nominación del Partido Republicano en las elecciones al Senado de Estados Unidos de 2018 para el escaño de la senadora Claire McCaskill. Previamente, cuatro exsenadores (John Ashcroft, Kit Bond, John Danforth y Jim Talent) instaron a Hawley a postularse para el escaño del Senado. Las primarias republicanas tuvieron 11 candidatos. El 7 de agosto de 2018, obtuvo la mayoría en las elecciones primarias.
Durante la campaña, La Ley del Cuidado de Salud a Bajo Precio fue un tema clave, y ambos candidatos se comprometieron a garantizar protecciones para las condiciones preexistentes. Hawley hizo que la votación de McCaskill sobre la confirmación del director de la CIA Mike Pompeo como secretario de Estado fuera un tema de campaña.
Hawley recibió críticas tanto de republicanos como de demócratas por iniciar su campaña al Senado menos de un año después de haber jurado como fiscal general. The New York Times informó que su campaña para fiscal general había presentado mensajes de desdén por los "políticos que suben escaleras". Hawley desestimó esto, diciendo que el Senado no estaba en su mente durante su campaña para fiscal general.
Hawley ganó las elecciones, celebradas el 6 de noviembre de 2018, con el 51% de los votos frente a 46% de McCaskill.
El 6 de diciembre de 2018, el secretario de Estado de Misuri Jay Ashcroft inició una investigación sobre si Hawley malversó fondos públicos para su campaña. La oficina de Hawley negó haber actuado incorrectamente. El 28 de febrero de 2019, Ashcroft cerró la investigación porque no había pruebas suficientes.

### Papel en las elecciones presidenciales de 2020
Después de la victoria de Joe Biden en las elecciones presidenciales de Estados Unidos de 2020, Hawley anunció su intención de oponerse a la certificación de los resultados del Colegio Electoral el 6 de enero de 2021. Fue el primer senador en hacerlo. Hawley declaró que su intento de revertir el resultado de las elecciones fue en nombre de aquellos "preocupados por la integridad de las elecciones". La maniobra de Hawley provocó una condena bipartidista que calificó su acción como antidemocrática.
El 4 de enero de 2021, Hawley tuiteó que su casa en Washington D. C. había sido objeto de vandalismo y su familia había sido amenazada por Antifa en un acto de "violencia de izquierda" debido a sus denuncias de fraude. El grupo que organizó el evento dijo que fue una vigilia pacífica y afirmó que no destrozaron la casa de Hawley ni tocaron la puerta. Un video del evento compartido por el grupo mostró que algunos manifestantes escribieron con tiza en la tiza, corearon a través de un megáfono y dejaron una copia de la Constitución de los Estados Unidos en la puerta de Hawley. La policía de Vienna, Virginia, informó que los manifestantes estaban en paz y que no hubo problemas ni arrestos. El portavoz de la policía, Juan Vázquez, dijo que la policía "no creía que fuera un gran problema".

### Asalto al Capitolio de los Estados Unidos de 2021
El 6 de enero de 2021, cuando el Congreso se reunió para contar el voto del Colegio Electoral de las elecciones presidenciales de 2020, partidarios del presidente Donald Trump irrumpieron en el edificio del Capitolio de Estados Unidos, obligando a los congresistas a evacuar. Antes del recuento de votos, a los que Hawley había anunciado públicamente que se opondría, fue fotografiado saludando a los manifestantes con el puño en alto frente al Capitolio.
Ese mismo día, la junta editoríal de The Kansas City Star publicó un artículo argumentando que Hawley "tiene sangre en sus manos" debido a los sucesos, a los que calificaron como un "intento de golpe de Estado", diciendo que "nadie más que el propio presidente Donald Trump es más responsable" que Hawley, "quien realizó un llamamiento para recaudar fondos mientras el asalto estaba en marcha". Al día siguiente, la junta publicó un artículo pidiendo la renuncia o destitución de Hawley de su cargo.
Durante las audiencias del comité selecto de la Cámara que investiga el Asalto al Capitolio, el panel mostró un video de vigilancia de Hawley huyendo de los manifestantes armados que él mismo había apoyado unos minutos antes.

## Publicaciones
- Hawley, Joshua David (2008). Theodore Roosevelt, Preacher of Righteousness. New Haven, CT: Yale University Press. ISBN 9780300120103.
- Hawley, Joshua (4 de junio de 2019). «The Age of Pelagius». Christianity Today. ISSN 0009-5753.